# Oribatula undulata
Oribatula undulata är en kvalsterart som beskrevs av Berlese 1916. Oribatula undulata ingår i släktet Oribatula och familjen Oribatulidae. Inga underarter finns listade i Catalogue of Life.